# Погра (река)
По́гра — река в России, протекает по Подпорожскому району Ленинградской области.
Исток — озеро Погра юго-восточнее Подпорожья. Течёт сперва на запад, затем — на северо-запад. Устье реки находится в 119 км по левому берегу Свири, западнее Подпорожья.
В нижнем течении пересекает автодорогу Р37 и железную дорогу Санкт-Петербург — Мурманск. Длина реки — 19 км, площадь водосборного бассейна — 72,3 км².

## Данные водного реестра
По данным государственного водного реестра России относится к Балтийскому бассейновому округу, водохозяйственный участок реки — Свирь без бассейна Онежского озера, речной подбассейн реки — Свирь (включая реки бассейна Онежского озера). Относится к речному бассейну реки Нева (включая бассейны рек Онежского и Ладожского озера).